# 육중완
육중완(1980년 1월 4일 ~ )은 대한민국의 가수이다. 1998년에 부산의 언더그라운드 라이브 클럽에서 록 음악 가수로 처음 활약했던 그는, 이후 2011년 11월 12일부터 2018년 11월 12일까지 장미여관 구성원으로 활동하다가 해체하고, 2018년 11월 12일부터 강준우와 함께 "육중완밴드"로 활동한다.

## 학력
- 고등학교 1998년 졸업
- 동의과학대 전기학과 전문학사

## 방송
- 2014년 MBC 《나 혼자 산다》
- 2014년 ~ 현재 KBS2 《불후의 명곡》
- 2015년 SBS 《정글의 법칙》
- 2015년 SBS 《주먹쥐고 소림사》
- 2015년 MBC 《미스터리 음악쇼 복면가왕》- 우리아빠 힘내세요!
- 2016년 KBS2 《1 대 100》
- 2016년 MBC 《MBC 스페셜》 724회 : 공부중독
- 2016년 SBS 《2016 희망TV SBS - 희망노래방 부기부기》
- 2017년 SBS 《주먹쥐고 뱃고동》
- 2017년 MBC 《은밀하게 위대하게》
- 2017년 KBS1 《올댓뮤직》
- 2018년 MBC 《미스터리 음악쇼 복면가왕》 - 소매는 안 돼! 통 큰 도매남! 커피자루  <참가자>
- 2019년 MBN 《여행생활자 집시맨》
- 2019년 MBC 《가시나들》
- 2020년 MBC 《선을 넘는 녀석들 - 리턴즈》
- 2020년 tvN 《플레이어 2》 - 4회
- 2021년 11월 21일 ~ 2023년 5월 12일 KBS2 《슈퍼맨이 돌아왔다》 내레이터 출연자
- 2022년 5월 11일 MBN 나는 자연인이다 - 501회 엄마의 산속 비밀정원 편
- 2024년 2월 13일 유튜브 라면꼰대5 - 15회

## CF
- 2014년 롯데주류 처음처럼(with 효린)
- 2014년 삼성물산 로가디스(with 현빈)
- 2014년 삼진제약 게보린
- 2016년 다날 쏘시오(with 김혜자)

## 수상 및 후보
- 2014년 MBC 방송연예대상 올해의 뉴스타상
- 2015년 SBS 연예대상 베스트 엔터테이너상

## 같이 보기
- 장미여관
- 강준우 (가수)